# Patientenedukation
Unter dem Begriff Patientenedukation (lat. educare; auf-, erziehen) versteht man vielfältige und gezielte psychologische sowie pädagogische Maßnahmen, die Patienten und deren Angehörige bei der Krankheitsbewältigung unterstützen sollen. Sie leistet einen wichtigen Beitrag zur Erreichung der generellen Ziele der Pflege. Dazu zählt die Stärkung der individuellen Selbstpflegefähigkeit sowie die Stärkung von Kompetenzen der Patienten, um ihnen bestmögliche Selbstkontrolle und Autonomie im Alltag zu ermöglichen – das sogenannte „Selbstmanagement“. Zusätzlich sollen der Gesundheitszustand, das Kohärenzgefühl und die Adhärenz gegenüber den Maßnahmen der Therapie verstärkt werden. Patientenedukation ist international als Teil des Konzeptes zur Gesundheitsförderung anerkannt und ist in Deutschland als delegierbare Leistung auf ärztliche Verordnung durch die Krankenkassen erstattungsfähig.

## Geschichte der Patientenedukation
Schon seit den 1930er Jahren ist der Begriff „Patientenedukation“ in den USA etabliert („Nursing is teaching“). Außerdem ist er mittlerweile in Großbritannien, Skandinavien und in den Beneluxstaaten als Begriff weit verbreitet. Im Vergleich zu diesen Ländern gibt es in Deutschland jedoch bisher nur wenig evidenzbasiertes Wissen. Gründe hierfür sind unterschiedliche Forschungslinien und verschieden gewichtete Schwerpunkte der Fachdisziplinen und -professionen – beispielsweise kommunikative Hürden zwischen medizinischem und pflegerischen Sektor. Es haben sich in Literatur, Gesetzgebung und Praxis unterschiedliche Begriffe definiert, die eine einheitliche Definition dessen was die Patientenedukation ausmacht, erschweren. Hierzu gehören: „Pflegeberatung“, „Patienten- und Angehörigen-Schulung“, „Anleitung“ und „Patienteninformation“.

## Gesetzliche Grundlagen der Patientenedukation in Deutschland
Die gesetzlichen Grundlagen beziehen sich auf folgende Vorschriften des Sozialgesetzbuchs:
§ 7a SGB XI – Pflegeberatung
§ 17 Absatz 1a SGB XI – Richtlinien der Pflegekassen
§ 37 SGB XI – Pflegegeld für selbst beschaffte Pflegehilfen
§ 12 SGB IX – Maßnahmen zur Unterstützung der frühzeitigen Bedarfserkennung
§ 40 SGB XI – Hilfsmittelversorgung
§ 81 SGB XI – Verfahrensregelung
§§ 88 bis 92 SGB X – Sozialverwaltungsverfahren
§ 94 Absatz 1 Nummer 8 SGB XI – Personenbezogene Daten bei den Pflegekassen
§ 46 Abs. 3 Satz 1 SGB XI – Verwaltungskosten der Pflegekassen
§ 123 SGB XI – Beratung Pflegebedürftiger und ihrer Angehörigen
§ 7b Abs 1 und 2 SGB XI – Beratungsgutscheine
§ 7c SGB XI – Pflegestützpunkte, Verordnungsermächtigung
§ 8 SGB XI – Gemeinsame Verantwortung
Das Fünfte Buch Sozialgesetzbuch (SGB V) regelt Anspruch, Umfang und Erstattung der Maßnahmen und des Materials der Patientenedukation im ambulanten Bereich
§ 33 SGB V – Verordnung Hilfsmittel
§ 37 SGB V – Anspruch auf häusliche Krankenpflege
§ 132a SGB V – Vergütung häuslicher Krankenpflege

## Prozess

### Grundlagen der Beratung
Die Beratung von Patienten und ihren Bezugspersonen im Rahmen der Patientenedukatiuon orientiert sich an der personenzentrierten Haltung der beratenden Pflegefachperson.  Grundlagen der Beratung beruhen auf der Fach- und persönlichen Kompetenz der Pflegenden. Diese Kompetenzen beinhalten Kontaktaufnahme, Kooperations- und Beziehungsfähigkeit, Wissensanwendung, Bedarfserfassung, Beratungs- und Versorgungsplanung. Hinzu kommen die Reflexionsfähigkeit, Flexibilität, Konfliktlösungs-, Problemlösungs-, als auch Beobachtungsfähigkeit und analytische Fähigkeiten der einzelnen Pflegefachkraft.
I) Voraussetzungen der Beratenden bzw. Beratungskompetenz nach Koch-Straube:
- dialogische Kommunikation
- Achtung vor der Menschenwürde
- Wahrnehmung der Kompetenz der Pflegebedürftigen
- Ressourcenorientiertes Arbeiten
- Respekt vor der Selbstbestimmung
- Auswahl ermöglichen
- Umweltbedingungen einbeziehen und von Zukunftsperspektiven ausgehen

II) Grundhaltungen in der Beratung:
- Wichtig in der Beratung ist eine offene Haltung, die auf den Prinzipien der Reversibilität beruht (“behandele andere so, wie du selbst behandelt werden möchtest”).
- Eine respektvolle Haltung, in Achtung und Ehrerbietung dem Patienten oder Angehörigen gegenüber.
- Die Toleranzfähigkeit, den anderen so zu nehmen, wie er ist, und auch zu respektieren, stellt einen weiteren Punkt in der Grundhaltung dar.
- Die Qualität, empathisch zu sein, um sich in einen anderen Menschen hineinversetzen zu können, und zu verstehen, aus welchem Verständnis heraus der andere so handelt, wie er handelt.
- Authentizität, was bedeutet, dass verbale und nonverbale Kommunikation in Kongruenz zueinander stehen. Das Handeln des Individuums ist in dem Fall nicht nur durch äußere Einflüsse bestimmt, sondern bezieht sich auf den jeweiligen persönlichen Kontext.

Beratung unterstützt als ergebnisoffener Prozess sowohl den Patienten als auch seine An- und Zugehörigen bei Problemsituationen, die diese nicht alleine bewältigen können. Somit ist das Aufzeigen individueller und tragfähiger Lösungen unabdingbarer Bestandteil der Beratung. Grundlage sind entsprechende kommunikative Kompetenzen auf Seiten der Pflegefachpersonen.

### Grundlagen der Kommunikation
Die Kommunikation ist das Hauptelement bei der Interaktion zweier Individuen. Der Kommunikationsforscher Paul Watzlawick verdeutlicht dies wie folgt: „Man kann nicht nicht kommunizieren.“
Wann immer Menschen zusammenkommen, findet auch eine Form der Kommunikation statt. Es ist allerdings nicht nur das gesprochene Wort gemeint, sondern vielmehr auch das Auftreten und Verhalten einer Person, sowie das, was diese dabei unbewusst ausstrahlt.
Das deutsche Allenbach-Institut fand heraus, dass ca. 80 % der Kommunikation in Deutschland auf nonverbaler Ebene stattfindet. Man unterscheidet zwischen verbaler, nonverbaler und paraverbaler Kommunikation.
Die verbale Kommunikation meint ausschließlich das gesprochene Wort und dient der Übermittlung von Inhalten. Sie gibt somit Aufschluss auf Herkunft, Bildung und die Beziehung, in der der Sender zum Empfänger steht. Drückt der Sender sich unzulänglich aus, kann dies Verständnis und Kooperation des Anderen beeinflussen; es entstehen Missverständnisse.
Die paraverbale Kommunikation beinhaltet Wortwahl, Ausdrucksweise, Stimmlage, Sprechgeschwindigkeit, Tonlage, Tonfall und die Art der Sprache, die man wählt. Beispiele hierfür sind etwa Dialekte oder Fachsprache. Paralinguistische Ausdrucksformen geben Aufschluss darüber, wie das gesprochene Wort zu verstehen ist. Sie variieren je nach Ziel des Kommunikationsaustauschs, Gesprächspartner oder Situation.
Die nonverbale Kommunikation steht für die Körpersprache. Gemeint sind unter anderem Mimik und Gestik sowie Blick- und Körperkontakt. Sie unterstützt die Sprache und wird vom Gegenüber automatisch interpretiert. Da die nonverbale Kommunikationsform jedoch teils undeutlich und zum Beispiel auch von Kultur zu Kultur individuell ist, kann sie daher leicht fehlinterpretiert werden, was wiederum eventuelle Missverständnisse begünstigt.
Diese drei eben genannten Kommunikationselemente gilt es für den Empfänger einer Nachricht zu entschlüsseln. Stimmen sie überein, nennt sich dies Kongruenz, ist dies jedoch nicht der Fall, ist die Botschaft demnach inkongruent und das Gesagte verliert seine Authentizität.

### Das Kommunikationsquadrat
Das Kommunikationsquadrat, oder auch Vier-Ohren-Modell, ist ein Modell, das die verschiedenen Wirkungsweisen aufzeigt, wenn eine Person sich äußert oder einen Nachrichtenappell erhält. Dieses Modell wurde von Friedemann Schulz von Thun entwickelt und ist wohl auch bis heute sein am weitesten verbreitetes und bekanntestes.
Das Kommunikationsquadrat besagt, dass jede Person, die etwas von sich mitteilt, dabei immer auf vier verschiedenen Ebenen eine Botschaft an den Gesprächspartner vermittelt, auch wenn dies ohne weitere Intention geschieht.
Dabei ist das Kommunikationsquadrat in den vier Ebenen, Sachinformation (Worüber ich informiere), Selbstkundgabe (Was ich von mir zu erkennen gebe), Beziehungshinweis (Was ich von dir halte), Appell (Was ich bei dir erreichen möchte), unterteilt. Um dies bildlich zu verdeutlichen, zeichnete Schulz von Thun die vier Ebenen in ein Quadrat auf. Die Äußerungen, die der Sender tätigt, entstammt dabei den „vier Schnäbeln“ und diese treffen daraufhin auf die „vier Ohren“ des Empfängers. Beide Parteien haben dabei Einfluss auf die Qualität der entstandenen Kommunikation, da das Ziel die unmissverständliche Unterhaltung ist.
Die vier Ebenen des Kommunikationsquadrates: Bei der Selbstkundgabe weist der Sender in der gesendeten Botschaft auch ein Stück der eigenen Persönlichkeit auf. Darunter fallen Gefühle, Werte, Bedürfnisse und Eigenarten, die unter Umständen auch ohne Beabsichtigung zum Vorschein gebracht werden. Währenddessen nimmt der Empfänger die Botschaft mit dem „Selbstkundgabe-Ohr“ war, daraufhin können die Fragen „was ist das für einer“ und/oder „was ist mit ihm“ aufkommen. Zudem kann dies sowohl in der Ich-Botschaft, also explizit, als auch implizit erfolgen.
In der Sachebene steht vor allem die Sachinformation im Vordergrund, denn in dieser Ebene geht es vor allem darum, Daten, Fakten und/oder Sachinhalte herauszufiltern. Damit dies erfolgreich durchgeführt werden kann, benötigt es die Kriterien wahr/unwahr, relevant/irrelevant sowie hin gänglich/unzureichend. Der Sender muss die Botschaft auf verständliche Art und Weise ausdrücken, da der Empfänger so auf das Sachohr entsprechend der drei Kriterien reagieren kann.
Auf der Beziehungsseite gibt der Sender unter anderem in den Bereichen Mimik, Gestik, Tonfall sowie Formulierung zu erkennen, wie dieser zum Empfänger steht. Hinzukommend ist es möglich, dass diese Hinweise ebenso implizit oder explizit vermittelt werden können. Infolgedessen kann der Empfänger auf dem eigenen Beziehungsohr mit unterschiedlichen Wahrnehmungen reagieren (Ablehnung, Demütigung, Respekt etc.).
Über die Apellebene äußert der Sender Wünsche, Handlungsanweisungen, Apelle und/oder Ratschläge, da er häufig etwas mit dieser Botschaft erreichen möchte. Zudem ist es möglich, einen Appell indirekt oder direkt zu äußern.

## Theorien der Patientenedukation

### Die Wittener Werkzeuge
Die Wittener Werkzeuge sind ein Kommunikationsansatz, der an der Universität Witten/Herdecke (Department Pflegewissenschaft) unter anderem von Angelika Abt-Zegelin und Günter Bamberger entwickelt wurde.
Die Wittener Werkzeuge sind ein Kommunikationsansatz mit dem Schwerpunkt Familien- und Patientenedukation, deren Hauptaufgabe in der interaktiven Arbeit Pflegender Schulung und Beratung liegt. Zuerst wurde herausgearbeitet, welche Phänomene die Beratung und Schulung kennzeichnen. Diese sind Sehen, Fühlen, Sprechen und Tun. Um diese Sinne anzusprechen, wurden sogenannte Werkzeuge herausgearbeitet, mit denen man eine Schulung oder Beratung durchführen kann. Hierbei müssen nie alle Werkzeuge auf einmal eingesetzt werden. Die Wittener Werkzeuge umfassen zehn Elemente (“Werkzeuge”), wovon sich fünf in Richtung Klient und fünf in Richtung Beratender wenden. Sie zielen auf gute Gespräche mit Patienten, Bewohnern und Angehörigen ab und betonen insbesondere den „Selbst“-Pflege-Anteil der im Gesundheitswesen Arbeitenden und fördern das Team-Gefühl. Nicht alle Werkzeuge müssen immer zum Einsatz kommen; in dem Konzept wird davon ausgegangen, dass Menschen Lieblingswerkzeuge haben oder entwickeln und diese authentisch wirksam werden lassen. Es finden Kurse und Workshops statt, in denen dieses Konzept geübt und präsentiert wird.
Dieses Konzept wurde insbesondere für Pflegekräfte entwickelt, da sie oft die ersten Ansprechpartner bei gesundheitlichen Problemen und Sorgen sind. Anders als zum Beispiel bei psychotherapeutischen Beratungen, vereinbaren Klienten und Pflegende keinen festen Termin. Die Beratungen finden in einer ruhigen Umgebung mit ausreichend Zeit statt. Die kommunikative Arbeit geschieht daher häufig neben der Verrichtung anderer Tätigkeiten. Häufig besteht wenig Zeit, um auf die Klienten einzugehen; so ist gerade diese „Beiläufigkeit“ möglicherweise wichtig, um die Hemmschwelle zu senken. Das Spektrum reicht von kurzen Informationen bis hin zu tiefgehenden Ängsten und Sorgen. Um diesem Beratungsbedarf gerecht zu werden, muss der „Beratende“ lernen, „in den Schuhen des Anderen zu gehen“, da der Beratungsbedarf zunimmt. Für die Pflegenden scheint es wichtig, sich selbst (in Gesprächen) wahrzunehmen und die eigenen Erfahrungen zu reflektieren. Daher enthalten die Wittener Werkzeuge unter anderem fünf Aspekte, die sich im Sinne der Selbstpflege an den Berater richten.

### Bestandteile der Edukation
Die deutschen Gesundheits- und Pflegewissenschaftlerinnen Nadine Sunder und Tanja Segmüller beschreiben drei Formen der Einzelintervention im Rahmen der Patientenedukation.

#### Information
Beschrieben als eine kommunikative Intervention mit orientierendem Charakter zur Generierung einer gezielten Wissenserweiterung, ist sie in Fällen der persönlichen oder situativen Überforderung seitens des Patienten angemessen. Auch Sprachbarrieren und/oder eine Unfähigkeit des Informationserhaltenden, das Gehörte eigenständig einzuschätzen oder sich mit ihm auseinanderzusetzen, kann die edukative Maßnahme nötig machen.
Die Zielsetzung hierbei ist primär die punktuelle Reduktion von Informations- oder Wissensdefiziten, jedoch auch die Korrektur von bereits bestehenden fehlerhaften Wissensbeständen (z. B. hervorgerufen durch veraltete und unseriöse medizinische Quellen).
Übergeordnet wird weiterhin eine Anregung kognitiver Lernprozesse sowie die damit verbundene Verbesserung der persönlichen Handlungsvoraussetzungen in der Mitbestimmung der eigenen Therapie angestrebt.
Die Herausforderung an die Edukatoren ist, in der obigen Intervention das Anpassen der zu vermittelnden Information an den Bildungsstand der Informationsempfangenden, da diese meist nicht mit dem Kontext der vermittelten Information vertraut ist.
Ferner sollte der Edukator sicher sein, dass das von ihm vermittelte Wissen fachlich korrekt sowie quellenfundiert ist.
Als Kommunikationsebene eignet sich die direkte Ansprache ebenso wie das Bereitstellen von Informationsmaterialien (z. B. Broschüren, Informationsfilme und -medien).

#### Aufklärung
Beschrieben als kommunikative Intervention mit orientierendem Charakter zur Behebung gesundheitsspezifischer Wissens- und Verhaltensdefizite, zielt die Aufklärung darauf ab, ein generelles Problemverständnis der vermittelten Sachlage und eine Umstellung des Aufgeklärten an die vermittelten Inhalte zu erreichen. Klar definierte Ziele und ein nutzbares und verständliches Sachwissen sind Voraussetzungen für die erfolgreiche Intervention.
Hier müssen die Edukatoren ebenfalls die zu vermittelnden Informationen an das Individuum adaptieren, im Falle einer breit angelegten Aufklärungskampagne die Diversitäten der möglichen Zielgruppen beachten, sowie deren reale Veränderungsmöglichkeiten reflektieren.
Lassen sie diese Punkte außer Acht, ist die Anpassung des Informationserhaltenden an die Information nicht gewährleistet (zum Beispiel setzt ein eigentlich aufgeklärter Patient mit Bluthochdruck den ursprünglichen Lebensstil fort, da die Schwere der Folgeerkrankungen aufgrund von Fachsprache seitens des Edukators nicht verstanden wurde).
Als Kommunikationsebene ist – ebenso wie bei der gezielten Information – sowohl die direkte Sprache als auch das Vermitteln über visuelle und auditive Medien möglich.
Wichtig ist jedoch ein didaktischer Zusammenhang der punktuellen Interventionen, da ansonsten die aufzuklärende Sachlage nur schwer in ihrer Gänze begriffen werden kann.
Das inhaltliche und schriftliche Anpassen einer Informationssammlung an unterschiedliches Publikum kann dem Verständnis von Letzterem dienlich sein.

#### Beratung
Beschrieben als kommunikative Intervention mit situativ-unterstützendem Charakter zur Behebung von Problemdruck und eingeschränkter Entscheidungsfähigkeit, zielt die Beratung auf individuell angepasste Problemlösungsstrategien des Einzelnen oder mehrerer Personen ab. Sollten sich beim Individuum bei gesundheitlichen Defiziten und unüberschaubarer Problemsituationen Bewältigungsschwierigkeiten herausstellen, so kann sich seine Fähigkeit zur reflektierten gesundheitlichen Selbstbestimmung stark einschränken. Hier kann der Edukator, laut Sunder und Segmüller, durch seine professionelle Beratung den Beratenden mittels orientierendem und aufklärendem Wissen und anderen Gesprächstaktiken seine Befähigung zur gesundheitlichen Autonomie wiedergeben. Hierbei sollte stets seitens des Edukators eine neutrale und unabhängige Beziehungsgestaltung mit einem angemessenen Nähe-Distanz-Verhältnis und individuellem Fallbezug angestrebt werden, um den zu Beratenden gezielt mittels Empowerment-Konzepten sowie Perspektivenwechseln einen neutralen Überblick über seine Lage und mögliche Therapieoptionen zu verschaffen. Die Form der Vermittlung von entscheidungsbildendem Wissen wird an die Individualität des zu Beratenden adaptiert, um seine Kompetenzentwicklung zu fördern und keine Sprach-/Wissensbarrieren durch Fachfremdheit zu generieren. Da die Beratung auf freiwilliger Basis stattfindet, wird seitens der Edukatoren eine non-direktive, klientenzentrierte und niederschwellige Grundhaltung empfohlen. Die praktische Umsetzung wird als ergebnisoffen beschrieben, um keinen zusätzlichen Druck auf die zu Beratenden zu laden; dies ist geprägt von einer problemlösungsorientierten Kommunikation.
Als Kommunikationsmedium in der Praxis wird die sprachliche Ebene gegenüber Einzelnen oder Gruppen empfohlen, um einen geplanten und strukturierten Interaktionsprozess zu ermöglichen, mit der Zielsetzung, individuell bedürfnisgerechte Problemlösungen vorzubereiten und deren praktische Umsetzung zu begleiten. Das Entwickeln von problemlösungsrelevanten Kompetenzen innerhalb obigen Prozesses wird dabei als durchaus erwünscht und förderbar beschrieben.

### Beratungsprozesse nach Sue Culley
Die Pflegewissenschaftlerin Sue Culley beschäftigte sich mit den Fragen, wie eine gute Beratung zu erreichen ist, welche Methoden beziehungsweise Strategien es gibt, was für zwischenmenschliche Faktoren grundsätzlich gegeben sein müssen und welche Fähigkeiten der Berater selbst mitbringen sollte, um einen guten Beratungsprozess leisten zu können. Man bezieht hier Culleys Beratungsprozess auf das Verhältnis zwischen Pflegekraft und Patient. Im Folgenden werden nun die von Culley als notwendige persönliche Eigenschaften der Pflegekraft für eine gute Beratung aufgezählt.
Das aktive Zuhören:
Darunter werden das aufmerksame Zuhören, das Zusammenfassen von Kernaussagen in eigenen Worten, um das Verstandene zu verifizieren, und der Versuch, schwer auszudrückende Gefühle der Patienten in Worte zu formulieren, verstanden.
Reflektierende Fertigkeiten:
Darunter fallen das Wiederholen, das Paraphrasieren und das Zusammenfassen. Dies hat laut Culley eine Impuls-gebende Wirkung und animiert den Patienten zur genaueren Ausführung des Gesagten. Das Paraphrasieren zielt auf das Zusammenfassen von zentralen Aussagen in eigenen Worten ab. Es erweckt in den Patienten das Gefühl der Sympathie und des Verstandenwerdens. Dies wiederum stärkt die Vertrauensbeziehung zwischen der Pflegekraft und den Patienten, welches das Fundament des Beratungsprozesses bildet. Das Paraphrasieren dient auch der Informationssammlung und dem Zurückschauen auf die gemeinsame Arbeit. Das Zusammenfassen des ganzen Gesprächs gibt beiden Parteien zum Schluss einen strukturierten Überblick.
Sondierende Fertigkeiten:
Culley geht bei sondierenden Fertigkeiten von Fertigkeiten aus, die dem Beratungsgespräch eine Richtung geben. Darunter fallen: „Fragen stellen und Feststellungen treffen“. Das Fragen hat eine deutlich gesprächslenkendere Wirkung als das Feststellen. Dieses jedoch hat eine stärkere Bedeutung für die Informationssammlung. Letztendlich würden dennoch beide Fertigkeiten darauf abzielen, den Patienten ins flüssige Erzählen und genaues Beschreiben zu bringen.
Konkretisierende Fertigkeiten:
Diese helfen, generalisierte, vage ausgedrückte Aussagen der Patienten zu erkennen und diese anzusprechen. Es soll erreicht werden, die Dinge so konkret wie möglich darzustellen. Denn dies ist unter anderem die Grundlage für ein erweitertes Selbstverständnis und für neue Handlungsimpulse.

#### Die Phasen des Beratungsprozesses
Für eine gute Beratung werden von den Beratenden einige kommunikative Kompetenzen vorausgesetzt (Offenheit, Respekt, Toleranz, Empathie, Authentizität). So können ein guter Dialog und eine erfolgreiche Beratung entstehen.
1. Im Erstgespräch werden die Vorstellungen und Erwartungen der Patienten und der Pflegekraft aufgestellt und das Thema und das Ziel festgelegt. Auch die Rahmenbedingungen werden bestimmt. Zudem überlegen die Patienten, welche Funktion die Pflegekraft im Verlauf der Beratung einnimmt.
2. In der Orientierungsphase müssen sich Berater und Patienten aufeinander einstellen. Der Beratende ist für eine fruchtbare Atmosphäre verantwortlich. Der Patient soll sein Thema definieren und ein realistisch angestrebtes Ziel der Beratung formulieren.
3. In der Klärungsphase kann der Patient das Problem frei äußern, um die Problemsituation möglichst konkret zu benennen und herauszuarbeiten. Die Pflegekraft übernimmt dabei die passive Zuhörerrolle. Falls der Patient überfordert ist, kann die Pflegekraft die Gefühle spiegeln oder eigene Gefühle empathisch äußern und damit konkrete W-Fragen auf das Problem fokussieren, paraphrasieren oder Strukturieren und so Unterstützung geben.
4. Danach folgt die Phase der Entwicklung von Lösungsmöglichkeiten. Zum einen werden verschiedene Lösungsvorschläge von dem Patienten genannt und gesammelt. Die Pflegekraft kann schließlich den Prozess unterstützen, indem sie weitere Hypothesen und Ideen aufzeigt, die noch nicht berücksichtigt wurden (Expertenberatung).
5. Schließlich endet die Beratung mit der Abschlussphase. Dort spiegelt der Pflegende die Lösungsvorschläge nochmals. Danach muss der Patient eine angemessen erscheinende Lösung für das jeweilige Problem finden (dabei können Vor- und Nachteile abgewägt werden). Am Schluss sollte die Lösung konkretisiert und die Vorgehensweise bei der Lösung der Problemlage klar sein. Ansonsten müssen neue Beratungstermine mit der Pflegekraft besprochen werden.

#### Formate der Patientenedukation und Familienedukation
In den Schulungen und Mikroschulungen geht es darum, den Patienten geplantes Wissen und/oder Fähigkeiten (zum Beispiel zur Durchführung einer subkutanen Injektion oder über Sturzprävention zu vermitteln. Es gibt auch komplexe Programme, bei denen ausführliche Schulungen für mehrere Tage angeboten werden (zum Beispiel Anleitung zum täglichen Leben mit Diabetes). Zusätzlich gibt es strukturierte Anleitungen. Dabei werden in Einzelschulungen wichtige Informationen gegeben, damit die Pflegemaßnahmen selbstständig durchgeführt werden können. Wichtig dafür ist, dass die Leitenden ihre Sprache den Anzuleitenden und zu Beratenden gegenüber anpassen, sodass diese alles verstehen. Außerdem gibt es Informationsmöglichkeiten in Form von Aufklärungsbögen oder Broschüren. In Themen, bei denen die Patienten spezifische Unterstützung benötigen, können diese oder deren Angehörige sich an Beratungsstellen wenden. Wenn man als Angehöriger die Pflege erlernen möchte, um Zu Hause pflegen zu können, kann man Pflegekurse besuchen. Diese werden durch die Pflegekassen (§ 45 SGB XI) finanziert, es gibt einige erfolgreiche Projekte in Deutschland an Patienteninformationszentren (PIZ).
Ein neuer Ansatz in Deutschland ist das Projekt Familienmoderation. Der Ansatz ist systemisch, da die Beratung das ganze System „Familie“ mit einbezieht. Familienmoderation setzt ein, wenn ein Familienangehöriger gezwungenermaßen die Pflege für einen Pflegebedürftigen in der Familie übernehmen soll. Spezielle Pflegende werden mit Handwerkszeug ausgebildet, um entsprechende Familiengespräche zu leiten. Außerdem erfahren sie, wo die Familien gezielte Pflegeunterstützung bekommen, und können Familien dorthin weiter vermitteln. Dieses Feld ist noch sehr jung, weshalb es nur an wenigen Orten angeboten wird.

### Theorie von Abt-Zegelin
Patientenedukation wird von der Pflegewissenschaftlerin Angelika Abt-Zegelin als Überbegriff für vier Hauptstrategien in der Pflege verwendet; diese sind Information, Beratung, Anleitung und Moderation.
Für eine gelungene Patienteninformation soll Wissen direkt in Form von Informationsmaterial für die Patienten bereitgestellt werden. Die Beratung ist ein Zusammenspiel von Information und Schulung, die ein Vermitteln von Fertigkeiten beschreibt, die zusammen einen ergebnisoffenen und dialogischen Prozess fördern, an dessen Ende die Vorbereitung einer bedürfnisgerechten Problemlösung steht. Der Beratende hilft dem Klienten dabei, mit Problemen maßgeschneidert umzugehen. Die Anleitung erfolgt als ein zielorientierter, didaktisierter Prozess mit Bündelung und Ergebnissicherung. Die Moderation umfasst ein Gruppengespräch, zum Beispiel mit Familienangehörigen, zur Information und Konfliktschlichtung bei Pflegebedürftigkeit von Angehörigen. Dies findet entweder zu Beginn der Pflegesituation, bei der Entlassung aus dem Krankenhaus oder auch später bei schwieriger Entwicklung der Pflegesituation statt. Patienten können sich nur dann aktiv an der Behandlung und Therapie ihrer Erkrankung beteiligen, wenn sie ausreichend informiert, beraten und geschult werden. Betroffene möchten aktiver sein und informierte Entscheidungen treffen. Durch Patientenedukation werden die Selbstpflegefähigkeit und die Kompetenz der Patienten gefördert, um diese zu befähigen, einen Beitrag zur Wiederherstellung ihrer Lebensqualität zu leisten. Auch die Kostenträger sind daran interessiert, die Eigenverantwortung der Patienten zu steigern, um den Krankenhausaufenthalt zu verkürzen, Arztbesuche und Ambulante Dienste zu verringern und dadurch Kosten einzusparen.